# Katarský rijál

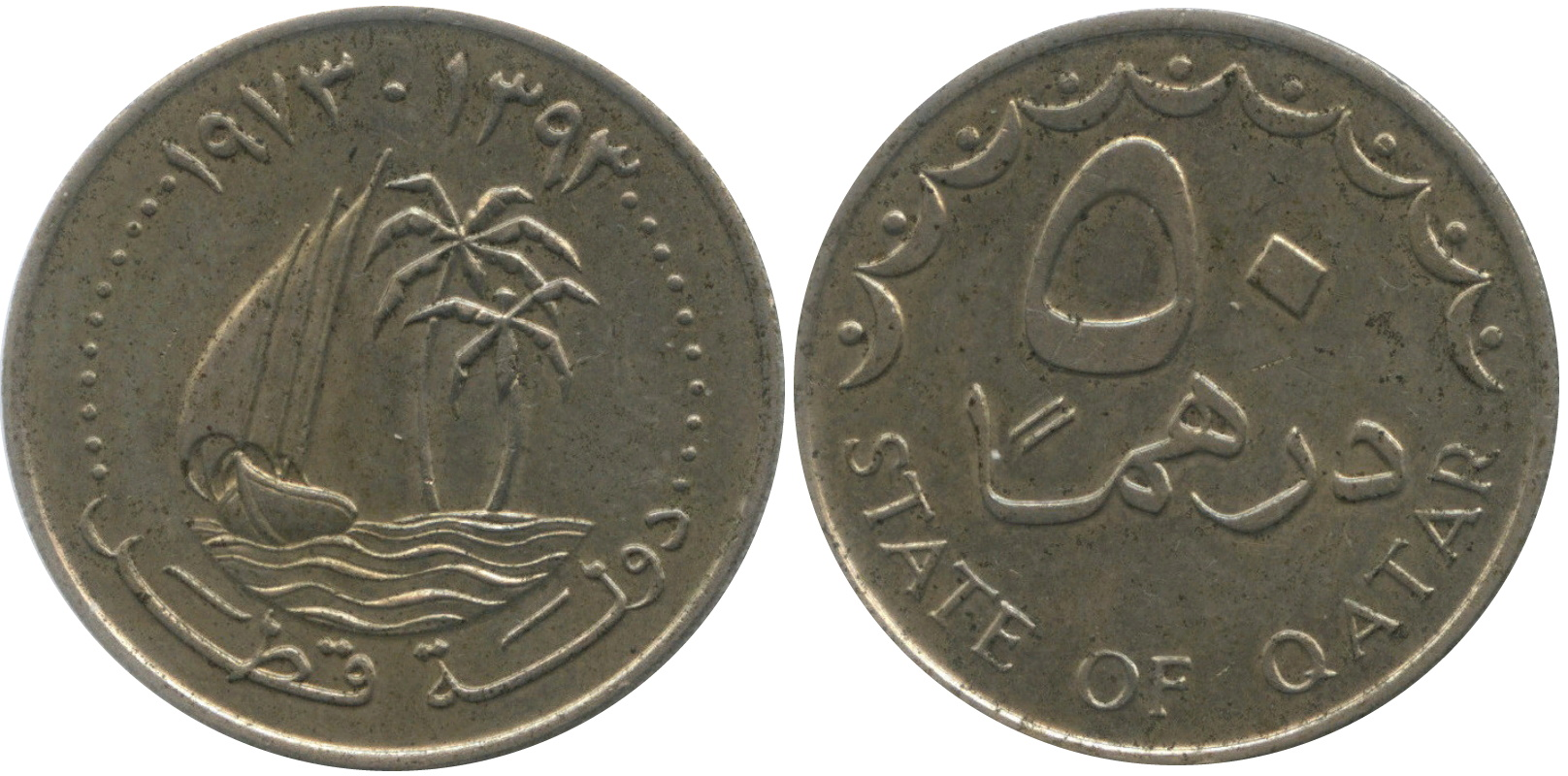

Rijál (arabsky ر.ق‎, kód podle ISO 4217 QAR) je měna v Kataru. Je dělena na 100 dirhamů (arabsky درهم‎). Název „rijál“ má katarská měna společný s několika dalšími v prostoru Arabského poloostrova a Perského zálivu. Mince jsou raženy v nominálních hodnotách 1, 5, 10, 25, 50 dirhamů. Bankovky mají hodnoty 1, 5, 10, 50, 100, 200, 500 rijálů.

## Historie
Před rokem 1966 se na území moderního Kataru používala indická rupie a rupie Zálivu (anglicky Gulf rupee). Několik měsíců roku 1966 se používal saúdský rijál. Mezi zářím 1966 a květnem 1973 byl v oběhu rijál Kataru a Dubaje. V roce 1973 se Dubaj připojil k Spojeným arabským emirátům a Katar od té doby používá vlastní katarský rijál.

## Pevný směnný kurz
Od roku 2001 je katarská měna pevně vázaná na americký dolar v poměru 1 USD = 3,74 QAR. Na americkou měnu je v obdobném fixním poměru navázán dirham Spojených arabských emirátů AED a saúdský rijál SAR a přibližně v desetinásobně vyšším kurzu i bahrajnský dinár BHD a ománský rijál OMR. Tyto měny mají tedy mezi sebou obdobnou hodnotu (respektive desetinovou): 1,00 QAR = 1,009 AED = 0,971 SAR = 0,103 BHD = 0,106 OMR.